# Hymenophyllum treubii
Hymenophyllum treubii là một loài dương xỉ trong họ Hymenophyllaceae. Loài này được Rac. mô tả khoa học đầu tiên.
Danh pháp khoa học của loài này chưa được làm sáng tỏ. 